# 維利霍瓦 (羅加京區)
49°19′50″N 24°28′58″E / 49.33056°N 24.48278°E
維利霍瓦（烏克蘭語：Вільхова），是烏克蘭西部的村莊，隸屬伊萬諾-弗蘭科夫斯克州的伊萬諾-弗蘭科夫斯克區。該村面積2.66平方公里，2001年人口180，人口密度每平方公里67.6人。